# Brett Bellemore
Brett Bellemore, född 25 juni 1988, är en kanadensisk professionell ishockeyspelare som spelar för Carolina Hurricanes i NHL.
Han draftades i sjätte rundan i 2007 års draft av Carolina Hurricanes som 162:a spelare totalt.